# Floriana FC
Floriana Football Club – maltański klub piłkarski z siedzibą w mieście Floriana. Ponieważ miejscowość ta leży tuż przy granicy administracyjnej stolicy Malty Valletta, klub ten często w Polsce przedstawiany jest jako Floriana La Valetta.
Klub Floriana założony został w 1894 roku i razem z klubem Saint George’s FC jest jednym z najstarszych klubów na Malcie. Jedynymi propagatorami futbolu byli wówczas na wyspie brytyjscy żołnierze, którzy stacjonowali tam w czasach, gdy Malta wchodziła w skład Imperium Brytyjskiego.
Przydomek Tal-Irish klub zyskał sobie po rozegraniu towarzyskiego meczu z irlandzkimi fizylierami, którzy stacjonowali na wyspie.
Floriana jest 26-krotnym mistrzem Malty.

## Osiągnięcia
- Mistrz Malty (26): 1909/10, 1911/12, 1912/13, 1920/21, 1921/22, 1924/25, 1926/27, 1927/28, 1928/29, 1930/31, 1934/35, 1936/37, 1949/50, 1950/51, 1951/52, 1952/53, 1954/55, 1957/58, 1961/62, 1967/68, 1969/70, 1972/73, 1974/75, 1976/77, 1992/93, 2019/20
- Wicemistrz Malty (15): 1922/23, 1925/26, 1935/36, 1937/38, 1953/54, 1955/56, 1965/66, 1968/69, 1971/72, 1975/76, 1991/92, 1993/94, 2010/11, 2016/17, 2021/22, 2023/24
- Puchar Malty (21): 1937/38, 1944/45, 1946/47, 1948/49, 1949/50, 1952/53, 1953/54, 1954/55, 1956/57, 1957/58, 1960/61, 1965/66, 1966/67, 1971/72, 1980/81, 1992/92, 1993/94, 2010/11, 2021/22
- Finał pucharu Malty (13): 1934/35, 1935/36, 1955/56, 1959/60, 1964/65, 1973/74, 1976/77, 1977/78, 1978/79, 1987/88, 1988/89, 2005/06, 2023/24

## Historia
Klub Floriana Football Club (lub w skrócie FFC) założony został w 1894 roku przez grupę młodzieży z miasta Floriana wspomaganą przez bazujących w okolicy żołnierzy brytyjskich. Klub jest drugim najstarszym klubem na Malcie (po założonymw 1890 roku Saint George’s FC).
W latach 1894-1905 piłkarze klubu nosili koszulki w zielono-czerwoną szachownicę, zielone spodenki i czerwone getry. Znane później barwy klubu - koszulki w zielono-białe poziome linie, białe spodenki i zielono-białe getry wprowadzone zostały w roku 1905. W tym czasie we Florianie stacjonował regiment irlandzkich fizylierów (Royal Irish Fusiliers), z którymi klub rozegrał trzy mecze towarzyskie. Na koniec ostatniego meczu zawodnicy wymienili się koszulkami, a przedstawiciele irlandzkich fizylierów wyrazili życzenie, by klub FFC zmienił swoje barwy na zielono-białe koszulki. Po tych wydarzeniach jeszcze w tym samym roku irlandzki regiment opuścił Maltę.
Związki między klubem Floriana a irlandzkimi fizylierami były tak silne, że klub zyskał sobie z tego powodu przydomek „Tal-Irish”.
W sezonie 1916/17 klub występował pod nazwą Floriana Liberty, a w sezonie 1917/18 dwie drużyny klubu uczestniczyły w rozgrywkach I dywizji (Floriana FC i Floriana Liberty). W sezonie 1939/40 nazywał się Floriana Tigers FC.

## Europejskie puchary
Legenda do wszystkich tabel:
- Q – runda eliminacyjna, 1/16, 1/8, 1/4, 1/2 – odpowiednia faza rozgrywek, Grupa – runda grupowa, 1r gr – pierwsza runda grupowa, 2r gr – druga runda grupowa, F – finał, R – runda, PO – play-off
- k. – rzuty karne, los. – losowanie, Dogr. – dogrywka, w. – zasada bramek strzelonych na wyjeździe

### PEMK/Liga Mistrzów
| Sezon   | Runda | Klub             | Dom     | Wyjazd  | Ogólnie |
| ------- | ----- | ---------------- | ------- | ------- | ------- |
| 1962/63 | Q     | Ipswich Town     | 1–4     | 0–10    | 1–14    |
| 1968/69 | 1R    | Lahden Reipas    | 1–1     | 0–2     | 1–3     |
| 1970/71 | 1R    | Sporting CP      | 0–4     | 0–5     | 0–9     |
| 1973/74 | 1R    | Club Brugge      | 0–2     | 0–8     | 0–10    |
| 1975/76 | 1R    | Hajduk Split     | 0–5     | 0–3     | 0–8     |
| 1977/78 | 1R    | Panathinaikos AO | 1–1     | 0–4     | 1–5     |
| 1993/94 | Q     | Ekranas          | 1–0     | 1–0     | 2–0     |
| 1993/94 | 1R    | FC Porto         | 0–0     | 0–2     | 0–2     |
| 2020/21 | 1Q    | CFR 1907 Cluj    | 0–2 (D) | 0–2 (D) | 0–2 (D) |

### Puchar Zdobywców Pucharów
| Sezon   | Runda | Klub              | Dom | Wyjazd | Ogólnie |
| ------- | ----- | ----------------- | --- | ------ | ------- |
| 1961/62 | Q     | Újpest            | 2–5 | 2–10   | 4–15    |
| 1965/66 | 1R    | Borussia Dortmund | 1–5 | 0–8    | 1–13    |
| 1966/67 | 1R    | Sparta Rotterdam  | 1–1 | 0–6    | 1–7     |
| 1967/68 | 1R    | NAC Breda         | 1–2 | 0–1    | 1–3     |
| 1972/73 | 1R    | Ferencvárosi      | 1–0 | 0–6    | 1–6     |
| 1976/77 | 1R    | Śląsk Wrocław     | 1–4 | 0–2    | 1–6     |
| 1978/79 | 1R    | Inter Mediolan    | 1–3 | 0–5    | 1–8     |
| 1981/82 | 1R    | Standard Liège    | 1–3 | 0–9    | 1–12    |
| 1988/89 | 1R    | Dundee United     | 0–0 | 0–1    | 0–1     |
| 1994/95 | Q     | Sligo Rovers      | 2–2 | 0–1    | 2–3     |

### PMT/Puchar UEFA/Liga Europy
| Sezon   | Runda | Klub              | Dom             | Wyjazd          | Ogólnie         |
| ------- | ----- | ----------------- | --------------- | --------------- | --------------- |
| 1969/70 | 1R    | FCM Bacău         | 0–1             | 0–6             | 0–7             |
| 1991/92 | 1R    | Neuchâtel Xamax   | 0–0             | 0–2             | 0–2             |
| 1992/93 | 1R    | Borussia Dortmund | 0–1             | 2–7             | 2–8             |
| 1996/97 | Q     | Beitar Jerozolima | 1–5             | 1–3             | 2–8             |
| 2011/12 | 2Q    | AEK Larnaka       | 0–8             | 0–1             | 0–9             |
| 2012/13 | 1Q    | Elfsborg          | 0–4             | 0–8             | 0–12            |
| 2017/18 | 1Q    | Crvena zvezda     | 3–3             | 0–3             | 3–6             |
| 2020/21 | 2Q    | Linfield          | 1–0 (W)         | 1–0 (W)         | 1–0 (W)         |
| 2020/21 | 3Q    | Flora             | 0–0 (D), k: 2–4 | 0–0 (D), k: 2–4 | 0–0 (D), k: 2–4 |

### Liga Konferencji Europy/Liga Konferencji
| Sezon   | Runda | Klub                 | Dom | Wyjazd | Ogólnie |
| ------- | ----- | -------------------- | --- | ------ | ------- |
| 2022/23 | 1Q    | Petrocub Hîncești    | 0–0 | 0–1    | 0–1     |
| 2024/25 | 1Q    | Tre Penne            | 3–1 | 1–1    | 4–2     |
| 2024/25 | 2Q    | Vitória SC           | 0–1 | 0–4    | 0–5     |
| 2025/26 | 1Q    | Haverfordwest County | 2–1 | 3–2    | 5–3     |
| 2025/26 | 2Q    | Ballkani             | 1–1 | 2–4    | 3–5     |

### Puchar Intertoto
| Sezon | Runda    | Klub                | Dom | Wyjazd | Ogólnie    |
| ----- | -------- | ------------------- | --- | ------ | ---------- |
| 1995  | Grupa 11 | Tirol Innsbruck     | 0–4 |        | 5. miejsce |
| 1995  | Grupa 11 | Hapoel Petach Tikwa |     | 1–1    | 5. miejsce |
| 1995  | Grupa 11 | RC Strasbourg       | 0–4 |        | 5. miejsce |
| 1995  | Grupa 11 | Gençlerbirliği      |     | 0–3    | 5. miejsce |
| 1997  | Grupa 12 | SV Ried             | 1–2 |        | 5. miejsce |
| 1997  | Grupa 12 | Tbilisi             |     | 0–5    | 5. miejsce |
| 1997  | Grupa 12 | Torpedo Moskwa      | 0–1 |        | 5. miejsce |
| 1997  | Grupa 12 | Iraklís Saloniki    |     | 0–1    | 5. miejsce |
| 1999  | 1R       | Aberystwyth Town    | 2–1 | 2–2    | 4–3        |
| 1999  | 2R       | Jokerit             | 1–1 | 1–2    | 2–3        |
| 2000  | 1R       | Stabæk Fotball      | 1–1 | 0–2    | 1–3        |